# Басино (Ярославская область)
Басино — упразднённая в 2019 году деревня Борисоглебского района Ярославской области России. На момент упразднения в рамках административно-территориального устройства относилась к Андреевскому сельскому округу Борисоглебского района, в рамках организации местного самоуправления включалась в Яковцевское сельское поселение.

## География
Деревня находится в южной части области, в зоне хвойно-широколиственных лесов, в пределах Борисоглебской возвышенности, на расстоянии примерно в 22 километрах на север от центра поселения деревни Андреевское и в 31 километре на северо-восток от рабочего посёлка Борисоглебский, административного центра района.

### Климат
Климат характеризуется как умеренно континентальный, с тёплым летом и продолжительной холодной зимой. Среднегодовая температура воздуха +2,9…+3,5 °C. Средняя температура воздуха самого холодного месяца (января) — −10,8 °C (абсолютный минимум — −47 °C), средняя температура самого тёплого (июля) — +18 °С (абсолютный максимум — +35 °C). Безморозный период длится около 149 дней. Вегетационный период длится около 135 дней. Годовое количество атмосферных осадков составляет 530—590 мм, из которых большая часть выпадает в тёплый период.

## Население
| 2007 | 2010 |
| ---- | ---- |
| 0    | →0   |